# Louis Anseaume (homme politique)
Pour les articles homonymes, voir Louis Anseaume et Anseaume.
Louis Michel Anseaume est un homme politique français né en 1750 à Douville-en-Auge (Calvados) et mort le 27 juillet 1838 au même lieu.
Homme de loi, administrateur du département, il est député du Calvados de 1791 à 1792. Il est ensuite juge de paix à Douville-en-Auge.

## Sources
« Louis Anseaume (homme politique) », dans Adolphe Robert et Gaston Cougny, Dictionnaire des parlementaires français, Edgar Bourloton, 1889-1891 [détail de l’édition]